# Vaux-la-Grande
Pour les articles homonymes, voir Vaux.
Vaux-la-Grande est une commune associée du département de la Meuse, en région Grand Est.

## Toponymie
Le nom de la localité est attesté sous les formes Granswillari (890) ; Vaulx (1378) ; De Vallibus-Magnis (1402) ; Vaulx-les-Grans (1495-96) ; Vaux-le-Grand-lez-Commercy (1509) ; Vaulx-la-Grande (1579) ; Vaux-le-Grand (1700) ; Vaux-les-Grandes (1711) ; Valles-Magnæ (1711).

De vaux, pluriel de val. Probablement du bas latin grandem « grand » et villare « domaine » , devenu : oïl *Vilar le Grand, remplacé par Vau(x) la grande (« la grande vallée »).

## Histoire
Le 1er janvier 1973, la commune de Vaux-la-Grande est rattachée sous le régime de la fusion-association à celle de Saulx-en-Barrois qui est alors renommée « Saulvaux ».
Le village est connu sous le nom de Vaux-les-Grands en 1793 (il est alors inclus dans le canton de Saint-Aubin, district de Commercy), puis Vaux-la-Grande en 1801 (canton de Void, arrondissement de Commercy).

## Politique et administration
| Période                                  | Période | Identité        | Étiquette | Qualité |
| ---------------------------------------- | ------- | --------------- | --------- | ------- |
| 2008                                     | 2014    | Claudine COQUIN |           |         |
| Les données manquantes sont à compléter. |         |                 |           |         |

## Démographie
| 1911 | 1921 | 1926 | 1931 | 1936 | 1946 | 1954 | 1962 | 1968 |
| ---- | ---- | ---- | ---- | ---- | ---- | ---- | ---- | ---- |
| 97   | 100  | 94   | 75   | 69   | 52   | 42   | 53   | 52   |